# Nicolás Cabré
Nicolás Gabriel Cabré (ur. 6 lutego 1980 w Buenos Aires) – argentyński aktor telewizyjny, teatralny i filmowy.

## Życiorys
Urodził się i wychował w Buenos Aires. Poprzez znajomości partnerskie z aktorem Facundo Espinosą, dostał numer telefonu do agencji reklamowej. Wkrótce matka zabrała go na przesłuchanie do udziału w programie dla dzieci La Ola está de fiesta. Od tego czasu, nie zrezygnował z aktorstwa i występuje na szklanym i srebrnym ekranie.

## Filmografia

### Telenowele
- 1990: La Ola está de fiesta jako Nicolás
- 1992–1994: Czy dziesięć (Son de diez) jako Juancito
- 1993: Klub opiekunek (El club de los baby sitters) jako Nicolás
- 1995–1996: Cześć tato! (Hola papi!) jako Tomás
- 1997: Carola Casini jako Indianin
- 1998–1999: Gasoleros jako Alejo
- 2001: Wspólne złudzenia (Ilusiones compartidas) jako Rafael Puntin
- 2002–2003: Zakochani (Son amores) jako Pablo Marquesi
- 2003–2004: Zakochani 2 (Son amores 2) jako Pablo Marquesi
- 2004: Nie kodowany (Sin código) jako Axel Etcheverry
- 2005–2006: Nie kodowany 2 (Sin código 2) jako Axel Etcheverry
- 2008–2009: Z miłości do ciebie (Por amor a vos) jako León Carloni
- 2009–2010: Miłość dla gry (Botineras) jako Cristian „Chiqui” Flores
- 2011: Tylko (Los únicos) jako Axel Etcheverry
- 2012: Tylko 2 (Los únicos 2) jako Axel Etcheverry
- 2014: Moi przyjaciele na zawsze (Mis amigos de siempre) jako Simón Alarcón

### Seriale TV
- 2000: Wrażliwy (Vulnerables) jako Martín Albarracín
- 2000: Czas zakończenia (Tiempo final)
- 2001: Czas zakończenia 2 (Tiempo final 2) jako Juan
- 2005: Botki (Botines) jako Miguel – Mario – Javier
- 2006: Do granicy  (Al límite) jako Lorenzo / Pablo / Padre Andrés / Juan Hernández / kierowca motocykla / Enzo / Tiago / Luca

### Filmy fabularne
- 1997: Drenaż mózgu (Fuga de cerebros) jako Fideo
- 1997: Yepeto jako Antonio
- 2001: Zostaw go w ruchu (Déjala correr) jako dostawca pizzy Diego
- 2003: Miasto Słońca (Ciudad del Sol) jako Pablo
- 2007: Trzy serca (Tres de corazones) jako Anioł
- 2009: Tato na dzień (Papá por un día) jako Federico
- 2012: Trzymaj się! (¡Atraco!) jako Miguel
- 2013: Tylko dwa (Solo para dos) jako Mitch